# Тебенчук, Евгения Маркияновна
Евге́ния Маркия́новна Тебенчу́к (укр. Євгенія Маркіянівна Тебеньчук; 15 января 1902, с. Чернявка, Винницкий уезд, Подольская губерния, Российская империя — 9 августа 2013, Киев, Украина) — украинская долгожительница. В 109 лет и 74 дней ей был выдан диплом Национального реестра рекордов Украины. Однако официально её возраст так и не был верифицирован.

## Биография
Родилась в далёком 1902 году, она видела царя Николая II, Михаила Грушевского и Сталина и последующих правителей России. Пережила голод и Великую Отечественную войну, смерть четверых детей и гибель мужа на фронте. Продемонстрировав светлую для её возврата память рассказав в одном из интервью стихотворение Пушкина «Песнь о Вещем Олеге». Последние годы жизни Евгения Маркияновна жила одна, её часто навещают её дети внуки и правнуки. Секретом своего долголетия Евгения Маркияновна считает правильное питание и доброе отношение к людям, также отмечает что всё происходящее в жизни нужно воспринимать спокойно. Умерла 9 августа 2013 года по причине ишемии сердца в 111 лет, её похоронили на Зверинецком кладбище.

## Семья
На 2011 год она имела одну дочь, двух внуков, трёх правнуков и одного праправнука, в семье почти все родственники работают педагогами.